# Tůně
Tůně (německy Thun) je malá vesnice, část města Nechanice v okrese Hradec Králové. Nachází se asi 2,5 km na severovýchod od Nechanic. V roce 2009 zde bylo evidováno 37 adres. V roce 2001 zde trvale žilo 106 obyvatel.
Tůně leží v katastrálním území Tůně u Nechanic o rozloze 1,5 km2.